# Спокан (река)
Спока́н (англ. Spokane River) — река в США, приток реки Колумбия.
Высота устья — 394 м над уровнем моря. Высота истока — 608 м над уровнем моря.
Длина реки — 179 км, площадь бассейна — 16 200 км². Спокан вытекает из озера Кер-д’Ален в городе Кер-д’Ален (округ Кутеней в штате Айдахо). Река протекает в западном направлении, пересекает границу со штатом Вашингтон, и в городе Спокан поворачивает на северо-запад, после чего впадает в водохранилище Франклина Рузвельта на реке Колумбия.

## Описание

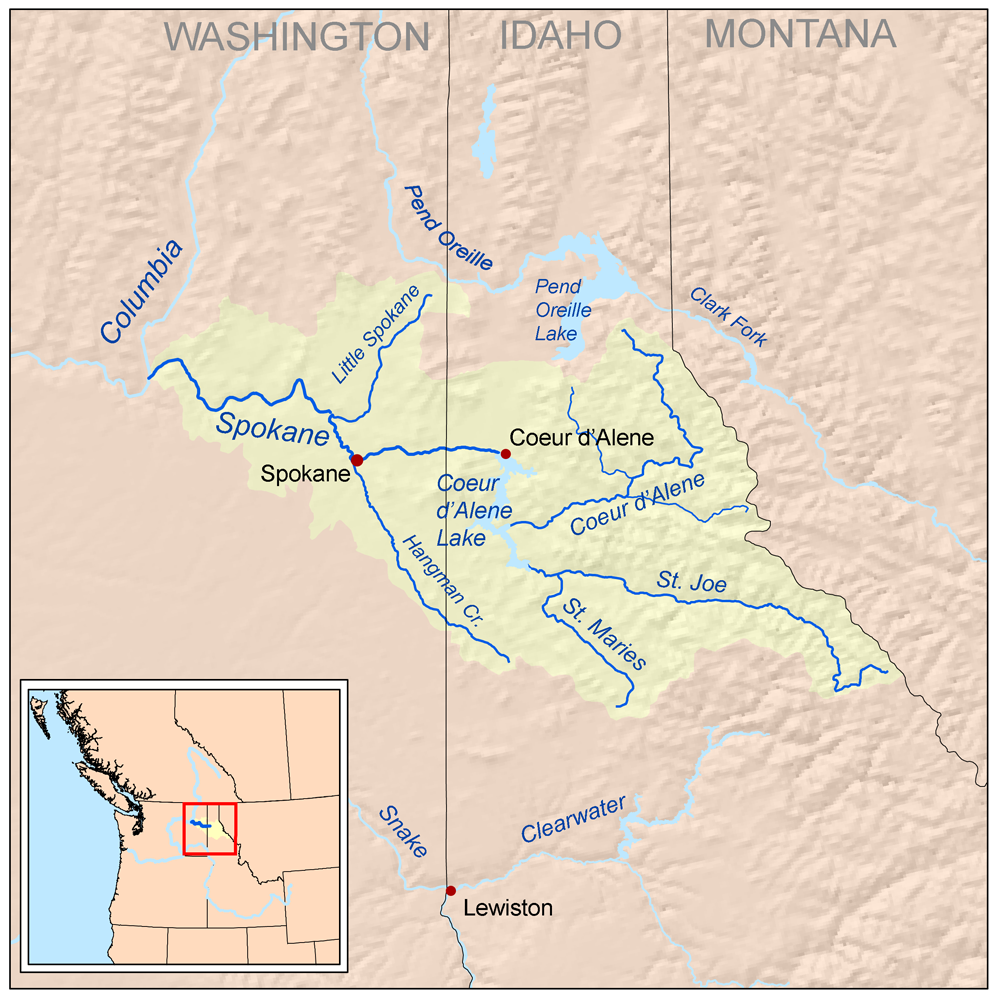
Карта бассейна реки Спокан

Из озера Кер-д’Ален река протекает через прерию Рэтдрум, вплоть до города Пост-Фолс, где на реке имеется дамба и природный 12-метровый водопад. Продолжая движение на запад, река проходит ещё через 5 дамб, четыре из которых расположены в городе Спокан. В Спокане, она течет через Споканские водопады, которые расположены прямо в сердце центральной части города, на расстоянии примерно одной трети всей длины реки. Ещё через полтора километра, река встречается с Ручьем Лата (Latah Creek), текущим с юго-востока. Вскоре после этого, с северо-востока впадает река Литл-Спокан, на западной окраине города Спокан. Её русло течет зигзагообразным рисунком вдоль южного края гор Селкерк, формируя южную границу индейской резервации народа Спокан, где путь реки преграждается дамбой Литл-Фолс, формирующей 24-километровое водохранилище Лонг-Лейк. Впадает в водохранилище Франклина Рузвельта на реке Колумбия недалеко от города Майлс. Историческое место расположения Форта Спокан находится в месте слияния рек Спокан и Литл-Спокан.
Общий бассейн реки Спокан занимает территорию в 16 200 км² из которых около 10 000 км² находятся выше дамбы Пост-Фолс на выходе из озера Кер-д’Ален. Средний расход воды находится на уровне 225 м³/с.

## Использование человеком
До 18 века, индейские племена кер-д’Ален (Schḭtsu’umsh) и спокан, вместе с другими представителями народов сэлиш жили и путешествовали по берегам реки Спокан.
Сегодня город Спокан, с населением около 200 000 человек, является крупнейшим населённым пунктом, расположенным на берегах реки Спокан. Другими крупными населёнными пунктами являются Пост-Фолс (население 17 000 человек) и Оппортьюнити (население 25 000 человек). Река Спокан и озеро Кер-д’Ален — основные источники, пополняющие Споканский водоносный горизонт, который является источником пресной воды для каждого из названных населённых пунктов.

## Загрязнение
Река Спокан содержит самые высокие уровни концентрации тяжелых металов среди всех рек штата, что является следствием загрязнения озера Кер-д’Ален горнообогатительным комплексом Бункер-Хилл (Bunker Hill Mine and Smelting Complex).
Канализационные службы города Спокан проводят сброс в реку Спокан. В 1889 году была построена система, которая направляла все неочищенные стоки прямо в реку, что уже к 1920 году привело к видимым следам загрязнения. В 1957 году было построено основное очистное сооружение, что, однако, было признано Экологическим департаментом штата Вашингтон недостаточными мерами. Это привело к строительству усовершенствованного сооружения, использующего технологии химической очистки, которое было подключено в 1975 и запущено в работу с 1977 года.

## Среда обитания рыб

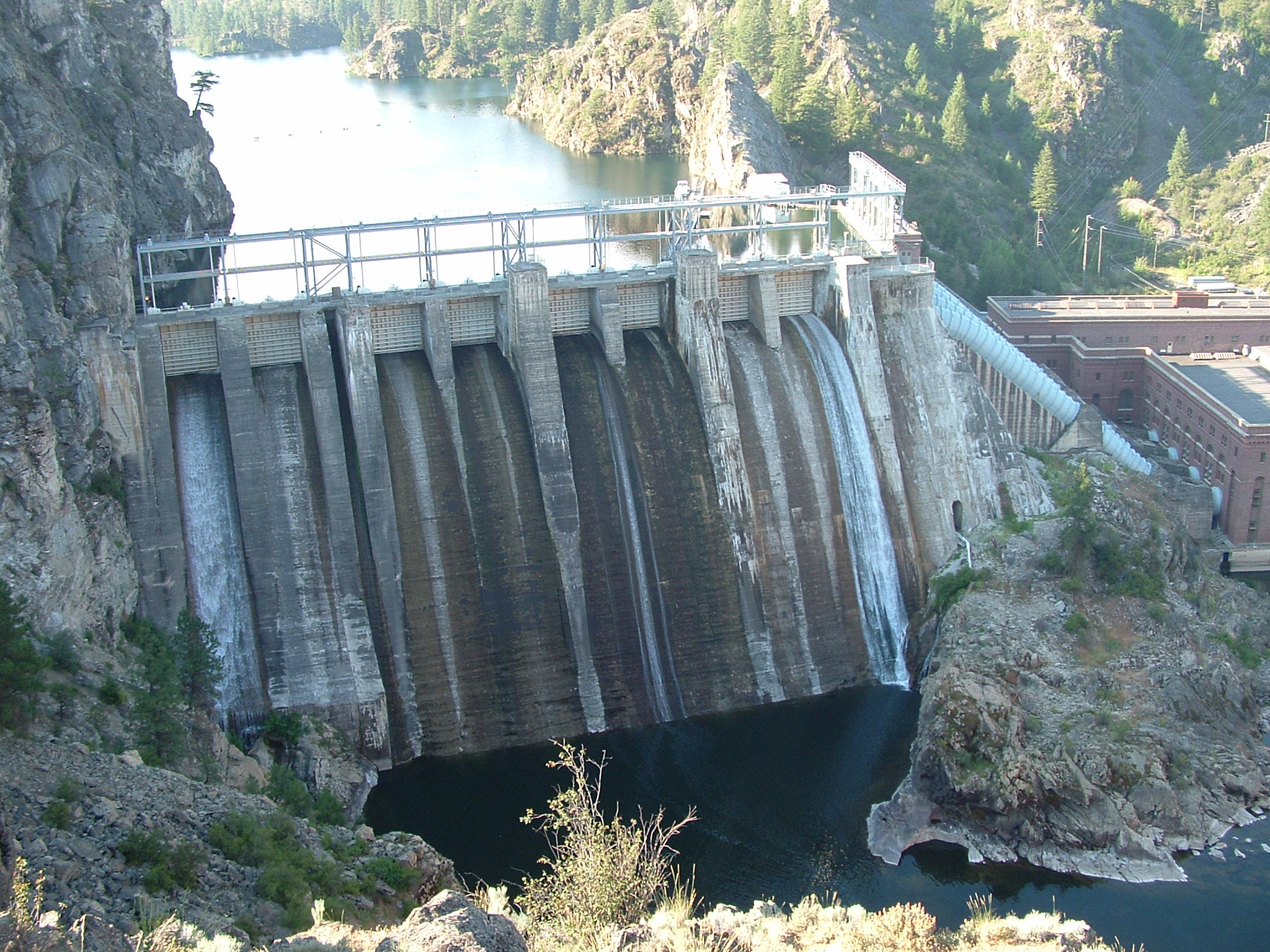
Дамба Лонг Лейк, из-за строительства которой прекратились миграции лососёвых вверх по реке

После того, как в 1882 году ветка Северной Тихоокеанской железной дороги достигла города Спокан, вдоль реки растущими темпами начала развиваться лесозаготовительная деятельность. Многие из лесопилок нуждались в строительстве дамб для получения электричества для работы своего оборудования. В результате строительства этих дамб значительно снизилось количество лососёвых пород рыб, что привело к большому количеству жалоб от населения, живущего вверх по течению реки. После строительства в 1915 году компанией Washington Water Power дамбы Лонг-Лейк, заблокировавшей проход для рыбы вверх по реке, речная популяция лососёвых исчезла полностью.
Также, до загрязнения и строительства дамб, в реке Спокан в значительном количестве водилась микижа. Сегодня система реки Спокан является одной из двух крупнейших свободных зон в пределах бывшей среды обитания этой рыбы.
Река Спокан до сих пор поддерживает популяции микижи (радужной форели), птихохейлусов, и чукучанов (Catostomus columbianus), а также несколько других некоренных видов. Однако, многие из оставшихся рыб являются непригодными для употребления в пищу человеком, ввиду значительного загрязнения реки, что отмечено вдоль её побережья соответствующими знаками, предупреждающими о заражении рыбы полихлорированными дифенилами.